# Схима

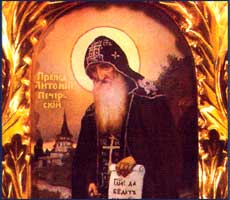
Святий Антоній Печерський у великій схимі

Схи́ма (грец. σχήμα) — урочиста присяга (обітниця) православних ченців додержуватися правил чернечої поведінки. Схима — також чернече облачення, одяг ченця.
Православне чернецтво поділяють на три ступені посвячення: рясофор, мала схима, велика схима. Якщо кажуть просто «схима» без уточнення, це значить, що йдеться про велику схиму.
Слово «схима» походить від візантійського читання грецького σχήμα («образ»). Те ж саме слово у своїй давньогрецькій (класичній) вимові послугувало джерелом для «схема» — «зображення, образ якогось предмета чи дії».

## Рясофор
Рясофо́р (від грец. ῥασοφόρος — «рясоносець»)  — послушник, якому дане право носити окремі елементи чернечого облачення, але він поки не складає ніяких обітниць. Після молитов ігумен хрестоподібно постригає посвячуваному голову. На постриженого надягають облачення, яке складається з підрясника, ряси й камилавки, а також пояса і чоток. Рясофорним послушникам у деяких Церквах дають ще апостольник.

## Мала схима

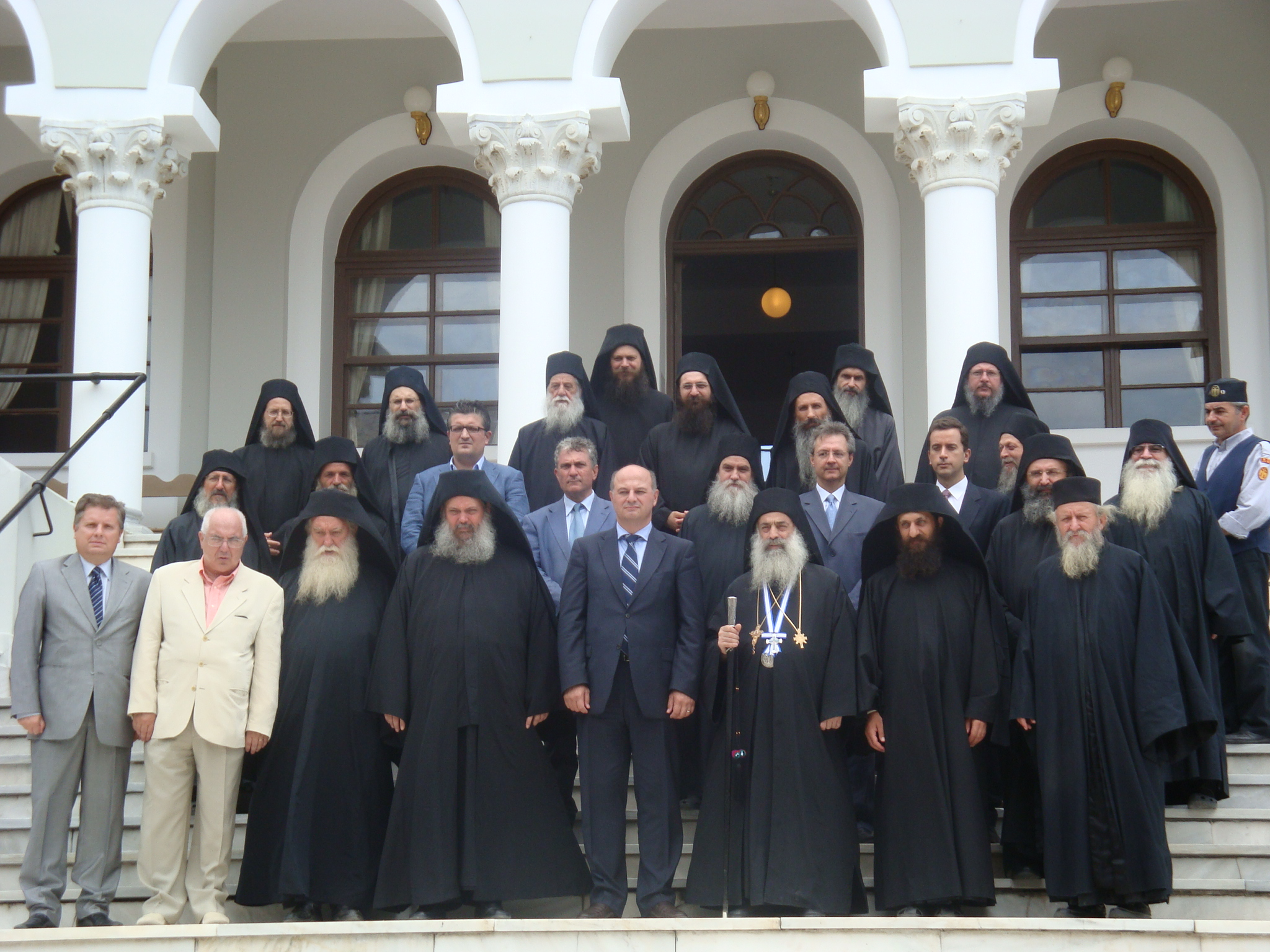
Ченці малої схими з настоятелем. Велика Лавра на Афоні

Постриг у малу схиму триваліший і поділюється на дві частини: оголошення і власне постриження. До першої частини входять: перше напучення, складання обітниць (послушання, нестяжання (безкорисливості), дівства), напучення по обітницях, молитва й наречення новим ім'ям. У другій частині здійснюють саме постриження й одягання у схиму. Вона складається з хітона (волосяниці), парамана, підрясника, пояса, ряси, мантії, клобука, чоток і сандаль.
- Хітон — нижня сорочка ченця, назва якої походить від давньогрецького хітона. Колись ченці носили на голому тілі замість простої сорочки волосяницю — одяг з грубої колючої вовни, яка мала нагадувати про необхідність терпіння і смирення.
- Параман або параманд — чотирикутний плат зі зображенням хреста і шнурами по кутах. Його одягають поверх хітона таким чином, щоб він лежав на спині, а зав'язки утворювали хрест на грудях. Він слугує нагадуванням про взяте на себе ярмо Христове. Також разом з параманом на новопостриженого надівають хрест, (зазвичай простий дерев'яний) — ознаменування про наслідування Господа у добровільному несінні свого Хреста.
- Підрясник — довга чорна сорочка з вузькими рукавами. Поверх підрясника новопостриженого підперізують поясом — символом готовності до духовного ділання, а також нагадуванням про умертвіння плоті.
- Ряса — одяг аналогічний підряснику, але з широкими рукавами
- Мантія (палій) — верхній плащ-накидка без рукавів із застібкою під підборіддям
- Клобук — головний убір, камилавка з наміткою. Черницям під клобук надягають ще апостольник.
- Чотки — шнурок з нанизаними кульками. Нагадують про необхідність завжди перебувати в стані молитви і йменуються «мечем духовним».

У руки новопостриженому дають хрест і свічку, з якими він стоїть до кінця Літургії.

## Велика схима

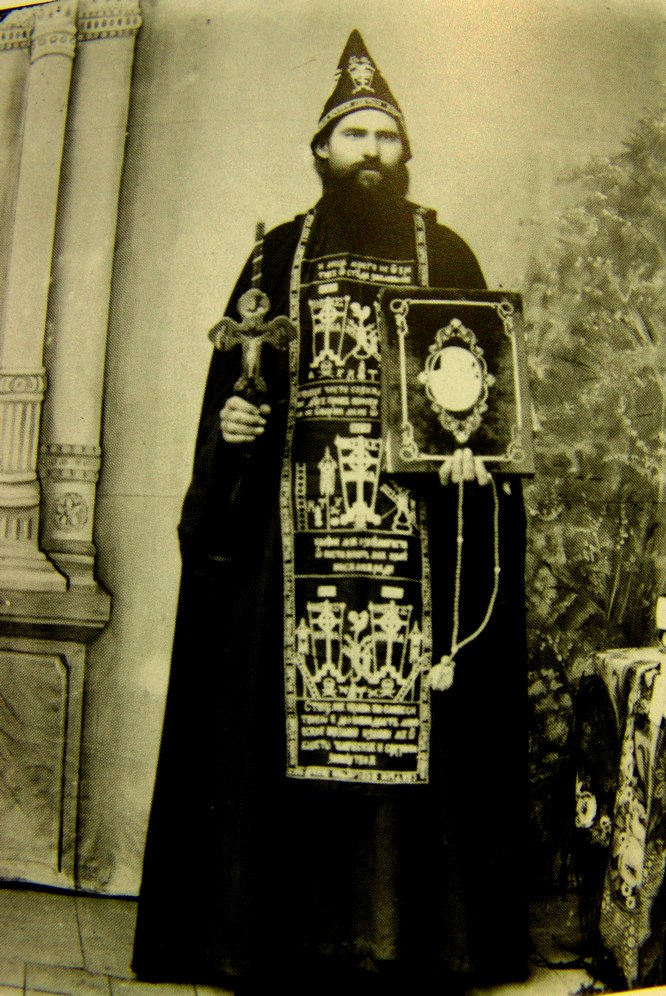
Чернець у великій схимі на Афоні, 1850-ті роки

Велика схима (грец. Μεγαλόσχημος — «Великий образ») — цілковите відчуження від світу заради абсолютного з'єднання з Богом. Велика схима впроваджена четвертим правилом IV Вселенського собору, згідно з яким всі ченці-самітники для уникання зловживань повинні були переселитися з пустель до монастирів, де утворили особливий ступінь (чин, образ), названий «великим» (на відміну від «малого» образу — так званих «кіновіатів», гуртожиткових ченців). Великосхимникам ставився за обов'язок затвор, який замінив давнє анахоретство (самітництво). У VI ст. Іоанн Постник згадує вже про ченців великосхимника й малосхимника. На початок IX ст. поділ подвижників на новоначальних (рясофорів), малосхимників і великосхимників узвичаївся у практиці східного чернецтва. В українській церкві такий поділ упровадив преподобний Феодосій Печерський. Згодом затвор перестав бути обов'язковою обітницею для великосхимників, тепер вони можуть жити відлюднено у гуртожиткових монастирях або в окремих скитах.
Чернець, що прийняв велику схиму, зветься схимонахом, або схимником. Постриження ченця у велику схиму здійснюється більш урочисто й довше, ніж у малу. Він складає особливі обітниці, ще суворіші, при цьому йому знов змінюють ім'я. У монастирях схимники живуть окремо від іншої братії і звільнені від всіх послухів, окрім служіння літургії і духівництва (обов'язків духівника). Ієромонах (чернець-священник) по прийнятті великої схими називається схиієромонахом (при цьому його звільняють від служіння), ієродиякон — схиієродияконом, ігумен — схиігуменом. Єпископи-схимники (схиєпископи) складають з себе управління єпархією.
Облачення великосхимника повторює одяг ченця малої схими: хітон, підрясник, ряса, пояс, мантія, чотки й сандалі. Тільки замість клобука голова покривається куколем — гострокінцевим каптуром, а поверх мантії надягають аналав, який замінює параман. Він являє собою хрестоподібний плат зі зображенням хреста-Голгофи. Аналав має виріз для голови й покриває груди, спину та плечі.